# Otlu peynir
L'otlu peynir ("formaggio alle erbe" in turco) è un tipo di formaggio turco a pasta semidura fatto con latte di pecora, capra o  mucca prodotto in numerose località dell'Anatolia, ma la cui varietà più famosa proviene da Van. Le varietà di formaggio stagionato contenenti erbe sono tradizionali in Turchia e sono state prodotte per oltre 200 anni nell'est e nel sud-est del paese. Sono prodotti con latte crudo, consistenza semidura e sapore salato e hanno l'aroma di aglio o timo a causa delle erbe aggiunte. Venticinque tipi di erbe, tra cui Allium, Thymus, Silene e Ferula che sono le più popolari, sono usati singolarmente o come miscele appropriate. Il più popolare di questi formaggi è l'Otlu, prodotto principalmente nella provincia di Van in piccoli caseifici e villaggi, ma ora viene prodotto in altre città della regione orientale della Turchia e la sua popolarità aumenta continuamente in tutta la Turchia.